# Timi Zajc
Timi Zajc, né le 26 avril 2000 à Ljubno, est un sauteur à ski slovène. Il devient champion du monde lors des Mondiaux de 2023 sur grand tremplin.

## Carrière
Licencié au SSK Ljubno BTC, Timi Zajc commence sa carrière internationale en 2013 dans la Coupe FIS. En fin d'année 2015, il gagne son premier concours dans le circuit de la Coupe OPA à Seefeld
Il remporte son premier titre au Festival olympique de la jeunesse européenne 2017, où il gagne la compétition individuelle et les deux concours par équipes (mixte et masculin).
Après une victoire en Coupe continentale en septembre 2017, il fait ses débuts en Coupe du monde en novembre 2017 à Wisła avant de marquer des points dès la deuxième étape à Nizhny Tagil avec une douzième place. Il participe ensuite à la Tournée des quatre tremplins où il se classe dans les trente premiers sur chaque concours.
Il se qualifie pour les Jeux olympiques d'hiver de 2018, où il est 33e au petit tremplin.
Pour commencer la saison 2018-2019, il est directement cinquième à Wisla, avant de remporter un titre de champion de Slovénie. En janvier 2019, il prend la deuxième place à Sapporo, où il décroche son premier podium en Coupe du monde. Lors de la compétition suivante, il sort vainqueur du concours de vol à ski disputé à Oberstdorf, pour sa première victoire dans l'élite mondiale.
Le 16 mars 2019, Anže Semenič, Timi Zajc, Peter et Domen Prevc offrent à la Slovénie la victoire en Norvège lors du concours de vol à skis par équipes de Vikersund, devançant l'Allemagne et l'Autriche.
Aux Championnats du monde 2019, pour sa première participation au mondial, il est notamment dixième sur le grand tremplin.
À l'été 2019, il s'offre ses deux premiers succès dans le Grand Prix à Wisła et Courchevel.
Il commence la saison 2019-2020 par deux top dix à Wisla et Ruka, avant de connaître une baisse de forme, le rélégant au delà de la vingtième place dans la majeure partie des cas jusqu'à l'étape de Titisee-Neustadt, où il renoue avec le podium, terminant troisième. Il obtient son meilleur résultat de l'hiver sur le tremplin de vol à ski de Kulm, où il est aussi troisième sur l'autre manche. Ainsi, il occupe la deuxième place du classement spécifique du vol à ski de la Coupe du monde cette année.

## Palmarès

### Jeux olympiques
| Épreuve / Édition | Pyeongchang 2018                 | Pékin 2022 |
| Petit tremplin    | 33e                              | 9e         |
| Grand tremplin    | -                                | 6e         |
| Par équipes       | -                                | Argent     |
| Par équipes mixte | Épreuve inexistante à cette date | Or         |

### Championnats du monde
| Épreuve / Édition  | Seefeld 2019 | Planica 2023 | Trondheim 2025 |
| Petit tremplin     | 50e          | 10e          | 37e            |
| Grand tremplin     | 10e          | Or           | 38e            |
| Par équipes        | 6e           | Or           | Or             |
| Par équipes mixtes | -            | Bronze       | -              |

### Championnats du monde de vol à ski
| Épreuve / Édition | Planica 2020 | Vikersund 2022 | Kulm 2024 |
| Individuel        | 30e          | Argent         | Bronze    |
| Par équipes       | -            | Or             | Or        |

### Coupe du monde
- Meilleur classement individuel : 8e en 2022 et 2023.
- 2e du classement du vol à ski en 2020 et 2022.
- 15 podiums individuels : 5 victoires, 4 deuxièmes places et 6 troisièmes places.
- 14 podiums par équipes dont 3 victoires.
- 1 podiums par équipes mixte : 1 victoire.
- 1 podium en Super Team : 1 victoire.

#### Différents classements en Coupe du monde
| Année     | Classement général final |
| 2017-2018 | 32e                      |
| 2018-2019 | 9e                       |
| 2019-2020 | 14e                      |
| 2020-2021 | 46e                      |
| 2021-2022 | 8e                       |
| 2022-2023 | 8e                       |
| 2023-2024 | 16e                      |
| 2024-2025 | 16e                      |

#### Victoires individuelles
| Année     | Lieu                                             |
| 2018-2019 | Oberstdorf au Tremplin Heini Klopfer (Allemagne) |
| 2021-2022 | Oberstdorf au Tremplin Heini Klopfer (Allemagne) |
| 2022-2023 | Planica (Slovénie)                               |
| 2023-2024 | Oberstdorf au Tremplin Heini Klopfer (Allemagne) |
| 2024-2025 | Oberstdorf au Tremplin Heini Klopfer (Allemagne) |

### Jeux européens
- Médaille de bronze en tremplin normal par équipe mixte aux Jeux européens de 2023

### Festival olympique de la jeunesse européenne
- Médaille d'or au concours individuel en 2017.
- Médaille d'or au concours par équipes en 2017.
- Médaille d'or au concours par équipes mixte en 2017.

### Grand Prix
- 3e du classement général en 2019.
- 2 victoires.

### Coupe continentale
- 2 victoires.

Palmarès au 28 décembre 2019.